# 最強の頭脳 日本一決定戦! 頭脳王
『最強の頭脳 日本一決定戦! 頭脳王』とは、日本テレビ系列で2011年から放送されている特別番組（視聴者参加型クイズ番組）。第1回は「日本No.1の頭脳王! 大決定戦!!」というタイトルで放送された。

## 概要
全国から、知力に留まらず、計算力、発想力、推理力等を兼ね備えた人物を募集、応募者が頭脳王の称号及び優勝賞金100万円を賭けて争う。
『全国高等学校クイズ選手権』（以下『高校生クイズ』）の第28回 - 第32回大会、いわゆる「知力の甲子園」を中心に、番組内容や演出等のノウハウを流用。共通の出演者・スタッフが参加しており、『高校生クイズ』の歴代優勝者も本戦に出場している。
出場者は名前よりもキャッチコピーの方が大きく表示される演出が見られる（例として第3回・第4回優勝の水上颯は「東大医学部の異端児」）。
2011年に第1回を放送。司会は、元当局アナウンサーだった福澤朗が務めた。福澤はかつて『高校生クイズ』にて2代目司会を務めていた（第11回 - 第20回）。また、第5回からは『高校生クイズ』3代目司会として「知力の甲子園」時代の前期にも係わったラルフ鈴木も司会者として加わった。
2012年・2017年・2022年以降の放送はなく、第2回（2013年）以降は『日本一テレビ』の企画の一つとして放送されている。また、第5回（2016年）までは『金曜ロードショー → 金曜ロードSHOW!』枠外で放送されたが、第6回（2018年）からは同枠の「特別エンターテインメント」として、これまで12月に放送していたものを2月に変更して放送。

## 出演者

### MC
- 福澤朗

#### 過去のMC
- 江角マキコ（第4回まで）
- ラルフ鈴木（第5～6回）

### 実況
- 河村亮（日本テレビアナウンサー、第8回まで）
- 蛯原哲（日本テレビアナウンサー、第9回）

## 番組内容
事前予選で応募者を5名にまで絞り、本戦（本放送）ではその絞られた人によって頭脳王が争われる。

### 予選
第1回では、非公開で集められた100名によるペーパーテストで8名に絞られた。
第2回以降は、まず1次予選として、公式サイト上に「謎解きクイズ」と称した問題数問を公開。それらに全て正解して、2次予選の応募フォームに辿り着き、必要事項を記入して応募する。
2次予選は東京、京都など複数の場所で開催。応募フォームに記入された事項で書類審査を行い、そこで選ばれた各地百数名が参加。全ジャンルから出題されるペーパーテストの「ファーストステージ」と、ペーパーテストで各ジャンルの成績が良かった数名がそのジャンルのより深い内容を試される「エクストラステージ」の2段階形式で実施。2次予選成績上位者が本戦出場の候補者となり、最終的に全地区の候補者の中から選ばれた5名が本戦に出場する。

### 1回戦
第8回までは3つのピリオドに分かれており、合計得点上位4名が準決勝（第9回では2回戦）進出となる。

#### 超スピード難問
早押しクイズ。問題文を読み上げるオーソドックスな形式だけでなく、出される画像を見て答える形式の問題も出題される。第7回では、早押しでありながらも、番号と項目を答えるタイプの選択問題も出題された。
第1回のみ「超難問早押しバトル」という名前であった。
以下に、毎回出題されるカテゴリの問題を述べる。
- 答えが長大な単語の問題
- 積み重ねられたブロックの画像を見てそのブロックの個数または総体積を答える問題
- 表示された数字やグラフが何を表しているかを答える問題（例：8611→K2の標高。この出題と思わせて実際は後述の頭の柔軟さを問う問題に帰着することも）
- なぞなぞのような、頭の柔軟さを問う問題(問題の冒頭で『頭を柔らかくして答えなさい』『想像力を働かせて答えなさい』などの指示が入る)

- アルファベットが一文字ずつ読まれるので、それを逆から読むと何という意味の英単語になるかを答える問題（例：R・I・E・H→相続人（heir））

#### 数列パズル
8パズルの要領で、1～8の数字パネルをスライドさせて元の場所に戻す速さを競う。各選手に判定員がおり、判定員が目視で完成を確認した瞬間旗が上がる。第6回では0～10、第7・8回では1〜15のパネルで同様のパズルを行った。
完成タイム上位2～3名がポイント獲得。なお、最初に配列を見て動かし方のイメージをするための時間が10秒ある。

##### 数列パズル歴代1位
- 第1回　上田隆（語学の超人）
- 第2回　亀谷航平（東大医学部の天才）
- 第3回　葛西祐美（東大女子数学オリンピック金メダリスト）
- 第4回　水上颯（東大医学部の異端児）
- 第6回　河野玄斗（東大医学部の神脳）
- 第7回　木戸直人（京大医学部の賢者）
- 第8回　松丸亮吾（東大謎解きの超人）

##### 早書きバトル
早押し形式ではあるが口頭ではなく答えを筆記してからボタンを押して答える。解答権を得たら解答を書いたモニターが公開される。2013年の分よりは、それを口頭で読み上げて解答する。
また、早押し形式ではないが、以下の形式の問題も出題される（第2回～）。これらに関しては正解者は全員ポイントを獲得。
- 模様のついている20枚のパネルを見てからその通りに並べる記憶力問題
- 3つの数字をフラッシュ暗算の要領で同時に足していく計算力問題

### 2回戦
第9回のみ実施。筆記クイズが出題され、全員一斉に制限時間内に解答する。全問終了時点で得点が多い3名が準決勝に進出となる。

### 準決勝
幾何学パズル(早く完成させるほど高ポイント)、速読、漢文、計算、象形文字解読、多答問題（多く正解を書いた人ほど高ポイント）などの筆記問題を出題。
また、1人ずつ二人零和有限確定完全情報ゲームに挑んで、コンピューター相手に勝利できればポイント加算という問題も出題される（第2回～）。
全問終えた時点で、獲得ポイントの上位2名が決勝進出となる。

### 決勝
筆記問題。
第7回以降は全て1問正解50点であるが、第5回までは片方が500点、第6回では片方が700点に達すると1問100点になった。
準決勝同様に多答問題も出題され、その場合は正解数の多い方のみがポイント獲得(同数の場合は両者ポイント獲得)となる。また、「5つの問題が同時に一定時間だけ表示される問題」も出題され、これは全て正解できた時のみ(第7回までは正解数の多い方が)ポイント獲得となる。
先に1000点以上に達した方が頭脳王となる。同時に1000点に達した場合は延長サドンデスで決着。

## 放送日時・出場者
| 回数  | 放送日時                     | Web予選参加者数 | 優勝者                        | 準優勝者                      | 準決勝進出者                    | 準決勝進出者                      | 準々決勝進出者                            | 準々決勝進出者                   | 準々決勝進出者                    | 準々決勝進出者                    | 1回戦進出者               | 備考                                                    |
| ----- | ---------------------------- | --------------- | ----------------------------- | ----------------------------- | ------------------------------- | --------------------------------- | ----------------------------------------- | -------------------------------- | --------------------------------- | --------------------------------- | ------------------------- | ------------------------------------------------------- |
| 第1回 | 2011年12月30日 21:00 - 23:14 | 無し            | 亀谷航平 『東大医学部の天才』 | 廣海渉 『京大医学部の奇才』   | 上田隆 『語学の超人』           | 塩越希 『全国模試1位』            | 関典史 『数学オリンピック金メダリスト』   | 隅田好史 『高校生クイズ最強王』  | 山口真由 『東大首席弁護士』       | 宇治原史規 『芸能界No.1頭脳』     | なし                      | 『金曜ロードショー』枠外で放送                          |
| 第2回 | 2013年12月13日 20:50 - 22:54 | 44,145人        | 亀谷航平 『東大医学部の天才』 | 中村栄斗 『京大IQモンスター』 | 廣海渉 『京大医学部の奇才』     | 廣瀬哲 『東大推測の貴公子』       | 葛西祐美 『東大女子数学五輪金メダリスト』 | 中尾宏規 『東大首席公認会計士』  | 宮坂聡 『京大 知力の超人』        | 岡本光樹 『東大超秀才弁護士』     | なし                      | 『金曜ロードSHOW!』枠外で放送                           |
| 第3回 | 2014年12月5日 21:00 - 22:54  | 31,482人        | 水上颯 『東大医学部の異端児』 | 廣海渉 『京大医学部の天才』   | 伊沢拓司 『東大知識モンスター』 | 御手洗伸 『東大法学部の秀才』     | 葛西祐美 『東大女子数学五輪金メダリスト』 | 粂原圭太郎 『京大経済学部首席』  | 清水元喜 『東大医学部首席』       | 田村正資 『東大IQ貴公子』         | なし                      | 『金曜ロードSHOW!』枠外で放送                           |
| 第4回 | 2015年11月27日 21:00 -22:54  | 83,341人        | 水上颯 『東大医学部の異端児』 | 井上良 『京大医学部の天才』   | 田村正資 『東大IQ貴公子』       | 三守賢 『慶応医学部の奇才』       | 葛西祐美 『東大女子数学五輪金メダリスト』 | 粂原圭太郎 『京大経済学部首席』  | 高橋知之 『東大全国模試1位』      | 五十嵐宇晴 『東大工学部首席』     | なし                      | 『金曜ロードSHOW!』枠外で放送                           |
| 第5回 | 2016年12月16日 21:00 - 22:54 | 205,413人       | 井上良 『京大医学部の天才』   | 水上颯 『東大医学部の異端児』 | 三守賢 『慶応医学部の奇才』     | 青木寛泰 『東大の知識モンスター』 | 小松詩織 『東大文系の最強脳』             | 粂原圭太郎 『京大経済学部首席』  | 森海渡 『東大のIQ王子』           | 大垣元紀 『京大理学部首席』       | なし                      | 『金曜ロードSHOW!』枠外で放送                           |
| 第6回 | 2018年2月2日 21:00 - 22:54   | 110,425人       | 河野玄斗 『東大医学部の神脳』 | 井上良 『京大医学部の天才』   | 徳永海 『東大医学部の新星』     | 松丸亮吾 『東大の謎解き超人』     | 小松詩織 『東大文系の最強脳』             | 平前直也 『京大理学部首席』      | 宝蔵蓮也 『地理オリンピック金』   | 太田凌介 『東大文学部の知識王』   | なし                      | 『金曜ロードSHOW!・特別エンターテインメント』として放送 |
| 第7回 | 2019年2月15日 21:00 - 22:54  | 121,371人       | 河野玄斗 『東大医学部の神脳』 | 木戸直人 『京大医学部の賢者』 | 松丸亮吾 『東大謎解きの超人』   | 中島ひばり 『東大医学部の異才』   | 安井彬磨 『京大建築学科首席』             | 井口凛人 『東大文学部の哲人』    | 櫻本航 『京大法学部首席』         | 小松詩織 『東大文系の最強脳』     | なし                      | 『金曜ロードSHOW!・特別エンターテインメント』として放送 |
| 第8回 | 2020年2月14日 21:00 - 22:54  | 163,602人       | 木戸直人 『京大医学部の賢者』 | 河野玄斗 『東大医学部の神脳』 | 松丸亮吾 『東大謎解きの超人』   | 上木健司 『京大経済学部首席』     | 塚本颯斗 『東大文系 博識の哲人』          | 塚本颯斗 『東大文系 博識の哲人』 | 梶田純之介 『東大文学部の語学王』 | 梶田純之介 『東大文学部の語学王』 | なし                      | 『金曜ロードSHOW!・特別エンターテインメント』として放送 |
| 第9回 | 2021年2月19日 21:00 - 22:54  |                 | 河野玄斗 『東大医学部の神脳』 | 成瀬充 『東大知力の新鋭』     | 上木健司 『京大経済学部の首席』 | 上木健司 『京大経済学部の首席』   | 木村秀太 『京大法学部の博識王』           | 木村秀太 『京大法学部の博識王』  | 木村秀太 『京大法学部の博識王』   | 木村秀太 『京大法学部の博識王』   | 後藤弘 『東大理系の俊才』 | 『金曜ロードSHOW!・特別エンターテインメント』として放送 |

## スタッフ
- 問題作成：小堀裕也、近藤仁美、福良拳（福良→第3,5回〜）、水野圭祐（第7回〜）、荻田健太郎（第8回〜）、猪俣大輝（第9回）、塩見昌矢（第4,5,7,8回〜）、松本太志朗（第9回）、大澤悠平（第9回）、CAMEYO（第1〜5,7回〜）
- ナレーター：田子千尋
- 出題ナレーション：佐藤真知子（日本テレビアナウンサー、第8回〜）

〈美術〉
- プロデューサー：高津光一郎、栗原純二（栗原→第9回、第6回まではデザイン）
- デザイン：高木智恵子（第9回）
- 装置：日野信之（第5回〜）
- 電飾：佐山直也（第9回）
- 特効：堀田秀二郎
- 装飾：林孝一（第4回〜）
- 照明：下平好実（第7回〜）
- メイク：星野沙紀（第9回、第7回はメークと表記）

〈技術〉
- SW：渡辺滋雄（第5回〜、一時CAM担当の回あり）
- CAM：大庭茂嗣（第5,7回〜）
- MIX：小境健太郎（第1〜4,6回〜）
- VE：鈴木昭博（第9回）
- モニター：インターナショナルクリエイティブ
- 音効：カロッツア
- 編集：橋本治（第1,4回〜、スタジオヴェルト）
- MA：小嶋雄介（スタジオヴェルト）
- 技術協力：NiTRO、ヌーベルバーグ（ヌーベル→第6回〜）、スタジオヴェルト
- 美術協力：日テレアート
- CG：野村俊介（第7回〜）、藤井真吾（第6回〜）、長谷川晴加（第9回）、グレートインターナショナル
- イラスト（第9回）：大東百合恵（第9回）
- プログラム技術協力（第9回）：AVILEN 吉田拓真、新納裕樹（第9回）
- 問題作成協力：創伸塾、株式会社メガハウス、桜井進（創伸塾→第7回〜、メガ・桜井→第9回）
- 写真・映像協力（第9回）：アフロ（第4,6〜8回は映像協力）、ゲッティ（第3,5回は映像協力）、コスモスペース（第6〜8回は映像協力）
- TK（第3回〜）：伊村佳恵
- スタイリスト（第3回〜）：杉山朱美（第6回〜）、海老原由佳（第9回）
- 問題管理（第7回〜）：中條紗佳（第7回〜、第6回はAP）
- リサーチ：中山優子（第6回〜）
- デスク：宮沢薫（第9回）
- AD：後藤拓也（第5回〜）、佐藤眞弥（第4〜6,8回〜）、小金井隼平（第9回）、橘内諒太（第2,3,9回）、森祐香里（第9回）、刀祢平翔太（第9回）、杉山颯（第9回）
- AP：劉雅莎（第9回）、吉田翔（第8回〜）、五十嵐愛実（第9回）
- ディレクター：髙橋昴平（第8回〜、第7回はAD）、南斉岬（第9回）、飯野修一（第1回〜）、関口拓（第7回〜、第6回はAD）、長岡新（第2回〜）、谷口顕（第9回）、上保健人（第7回〜、第2,4〜6回はAD）、陶山桂輔（第9回）
- 企画・総監修：五味一男（第2,3回は監修）
- 演出：中村文彦（第7回〜、第5回はAD、第6回はディレクター）、川久保貴之（第8回〜、第4,5回はディレクター）
- プロデューサー：笹木哲（第8回〜）、井原亮子（第6回〜）、佐藤雄（第8回〜、第1〜7回はディレクター）、野上理沙（第7回〜、第1,2,4〜6回はAP、第3回は事務局）
- チーフプロデューサー：秋山健一郎（第9回）
- 制作協力：AXON、コスモスペース
- 製作著作：日本テレビ

### 過去のスタッフ
- 構成：上野耕平（第1,2回）、加藤淳一郎（第6回まで）
- 問題作成：藤本裕、内海邦一、高橋裕臣、石川雄基、HIT（第1回）、佐藤克典（第1,2回）、矢野了平、河村拓哉、山田雄也（第5回まで）、川上拓朗、宮武紀之（第6回）、神山悠翔、山下耕平（神山・山下→第6,7回）、岡崎遼（第7回）、岡本遼太郎（第7,8回）、青松輝、伊東丈太朗、齋藤和希（青松・伊東・齋藤→第8回）
- 出題ナレーション：山本舞衣子（第1,2,5回、第1,2回は出題と表記）、小熊美香（第3,4回）、加藤美由紀（第6回）、延友陽子（第6,7回）
- 問題作成協力：英語専門指導塾、ACTIVE GRAMMAR、個人指導英語塾 MEC、医学部受験予備校 メディカ（第1回）、HANAYAMA（第1〜8回）、小田原充宏（第2回）、中川佑介（クラシックジャーナル）、新橋亭、赤堀料理学園、tribox（第3回）、フイロソフィア学習教室（第1～3回）、SRP教育研究所、数専フォーラム（第1〜4回）、千葉工業大学 荒井朋子、東京フェンシングスクール、早稲田大学スポーツ科学学術院 今井厚（第5回）、流通経済大学、公益社団法人 日本地理学会（第6回）
- 美術：星野充紀、北原龍一、伊藤伸朗、内山栄一、小野かおり（第1回）
- デザイン：田澤奈津美（第7,8回）、松尾実可子（第8回）
- 装置：小笠原憲仁（第1〜4回）
- 装飾：米山幸市
- 電飾：池田大介（第1〜8回）
- 花飾（第8回）：花香恭子（第8回）
- メイク：小島梨香（第4回）、有村美咲（第5回）
- メーク（第6〜8回）：山田真歩（第6,8回）

〈技術〉
- 技術：新名大作、田中健太、大島草太（第1回）
- SW：村上和正（第2,4回）、村松明（第3回）
- CAM：中村哲也（第4,6回）
- MIX：加賀金重郎（第5回）
- VE：三山隆浩（第3回）、山口考志（第4,6回、第1回は技術）、天内理絵（第5回）、岩原正明（第7回）、石野太一（第8回）
- 照明：内藤晋（第1〜4回）、高橋明宏（第1回）、坂口尚真（第3回）、宮田千尋（第3〜6回）
- 編集：森田智之（第2,7回）、針谷大吾（第3〜6回）【スタジオヴェルト】、佃豪人（第1回、DREAM SPACE）
- MA：鳥居拓也（第1回、DREAM SPACE）
- 協力：財団法人数学オリンピック財団、スピリチュアルモード（第1回）
- 映像協力：PIXTA、Oksana Kuzmina―Fotolia.com、朝日新聞社（全部第2回）、Nature Publishing Group、気象庁（Na以降→第3回）、アマナイメージズ（第3,4回）、㈱アケト（第4回）、㈱シービーシー・フォト（第2,4回）、国立大学法人 豊橋技術科学大学 中鉢淳（第4回）、アマナ、APアフロ、istock、ヤマハミュージックメディア（ヤマハ→第4回はヤマハミュージックメディアコンテンツと表記）（第5回）、国立国会図書館（第6回）、一般社団法人 日本気象協会（第6,7回）、GOOD IDEA合同会社（第7回）
- CG：岩下みどり、早瀬努（第1回）、山岸龍（第2回）、ILCA（第3回）、高坂敬（第3,6回）、堤泰生（第4回）、水落功真（第5,7,8回）
- スタイリスト（第3回〜）：佐々田加奈子（第3〜5回）、成田咲良（第7,8回）
- リサーチ：フリード（第5回まで）、喜多あおい（第7回）、佐藤史隆（第7回）
- デスク：阿部川裕子（第1〜8回）
- MDC：川邊裕介、原浩生（第2回）
- 営業：瀬戸口正克（第2回）
- 広報：戸田聖一郎（第1回→PR表示）、明比雪（第2回）、斉藤由美（第6,7回）
- 編成：下田明宏（第1回）、渡瀬慶吾（第2回）
- AD：後藤喬之、大塚隆史、飛騨菜摘、恩田成章、成瀬陽介、木塚翔子、山影真理子、増山豊（第1回）、金誠貴、吉田香里奈、菊地陵、内野美希（第2回）、今野舞紀、伊藤美波、佐々木智世、岡庭将太、高橋和己（第3回）、臼杵優士（第3〜5,8回）、柴田・K・アージュン、櫻庭和也、古川栞、坂田富美子（第4回）、平田真悠、荒川勝汰（第5回）、石川正人（第5,6回）、吉田大器（第5〜8回）、昼間將太（第6回）、山崎宏之（第6,8回）、丸井彩也夏、伊東友理恵、大塚直、李晨（第7回）、髙橋翔生、前田さき（第7,8回）、山内大貴、鈴木雄也（第8回）
- 制作進行（第4〜8回）：小森節子（第4〜8回、第1〜3回はAP）
- AP：内田愛（第1回）、紺野美喜子（第3回）、貝山京子（第1回はディレクター）、若松七重（貝山・若松→第4回）、入江将也（第5,6回）、中村紀史（第6〜8回）
- ディレクター：五歩一勇治、佐藤浩仁、島袋みさと、藤村潤、井出哲人、川本良樹、池端強（第1回）、亀田剛（第2回）、宮嶋輝彰（第1,2回）、高橋朋広（第1回はAD、第2〜4回）、増田雄太（第2〜4回）、曽我翔（第2〜8回）、岩波純（第2〜6,8回）、相川武史（第3回）、高野透矢（第4,5,7回）、木幡直樹（第4,5,7,8回、第3回はAD）、武末大作（第5回）、佐々竜太郎、鴇田一樹（第6回）、斉藤哲夫（第8回）
- 演出：河野雄平（第6回まで）
- プロデューサー：西川宏一、松井貴志（第1回）、宮本靖広（第1,2回）、遠藤英幸（第6回まで）、原園明彦、林田竜一、柳喜祥（柳→第1回はAP）（第2回）、阿河朋子（第2〜8回）、大東徹也（第1回はディレクター、第2〜4回）、山口正博、木村優子（第2〜5回）、酒井正義（第3〜8回、2回目はAP）、松本浩明（第4回）、筒井梨絵（第5〜7回）、大野眞奈美（第6,7回）
- チーフクリエイター：岩間玄（第1回）
- 統轄プロデューサー（第8回）：小島友行（第8回、第1,5〜7回はプロデューサー、第2回は編成）
- チーフプロデューサー（第2回〜）：菅沼直樹（第2回）、染井将吾（第3,4回）、中村英明（第5回）、松岡至（第6回）、納富隆治（第7,8回）
- 制作協力：ZINPRO（第1回）、えすと（第1〜8回）、R-1（第1〜3,5〜8回）